# TV Naipi
TV Naipi é uma emissora de televisão brasileira sediada em Foz do Iguaçu, cidade do estado do Paraná. Opera no canal 12 (39 UHF digital) e é afiliada ao SBT. Integra a Rede Massa, rede de televisão paranaense pertencente ao Grupo Massa.

## História
A TV Naipi foi fundada em 20 de setembro de 1985 pelo político e empresário Paulo Pimentel, sendo a primeira geradora de televisão em Foz do Iguaçu e a terceira emissora pertencente ao Grupo Paulo Pimentel, responsável pela TV Iguaçu de Curitiba e pela TV Tibagi de Apucarana, que até então cobria a região onde a emissora estava instalada. Sua primeira concorrente, a TV Cataratas, surgiu apenas em 1989.
Em abril de 2007, a TV Naipi foi colocada à venda junto com as demais emissoras do GPP. Em setembro do mesmo ano, o Grupo Massa, pertencente ao apresentador Carlos Roberto Massa, o "Ratinho", adquiriu-as pela quantia de 75 milhões de reais. Em 17 de março de 2008, a TV Naipi passou a integrar a Rede Massa.

## Sinal digital
| Canal virtual | Canal digital | Resolução de tela | Programação                             |
| ------------- | ------------- | ----------------- | --------------------------------------- |
| 12.1          | 39 UHF        | 1080i             | Programação principal da TV Naipi / SBT |

A emissora iniciou suas transmissões digitais em 23 de maio de 2014, pelo canal 39 UHF. Em 15 de dezembro, os programas produzidos pela emissora passaram a ser exibidos em alta definição.
Transição para o sinal digital
Com base no decreto federal de transição das emissoras de TV brasileiras do sinal analógico para o digital, a TV Naipi, bem como as outras emissoras da Mesorregião do Oeste Paranaense, cessou suas transmissões pelo canal 06 VHF em 28 de novembro de 2018, seguindo o cronograma oficial da ANATEL.